# National Museum of Australia
Het National Museum of Australia, het Nationaal Museum van Australië, is gevestigd in Canberra.
Het museum werd opgericht in 1980 en geeft een beeld van land, natie en het volk van Australië. Het richt zich op de inheemse geschiedenis en culturen, de geschiedenis van Europese immigratie vanaf 1788 en de interactie met de omgeving. Het herbergt onder meer de grootste collectie van schorsschilderingen van Aborigines
Het museum kreeg pas in 2001 een permanent onderkomen en is sindsdien gevestigd in Acton, een van de voorsteden van Canberra, op een schiereiland in het Lake Burley Griffin. Het ontwerp van architect Howard Raggatt is gebaseerd op samengebonden koorden en verbeeldt het samenvloeien van de verhalen van de Australische inwoners. Het gebouw is volledig asymmetrisch en rijk voorzien van kleur, ongewone hoeken en materiaalgebruik.

## Fotogalerij

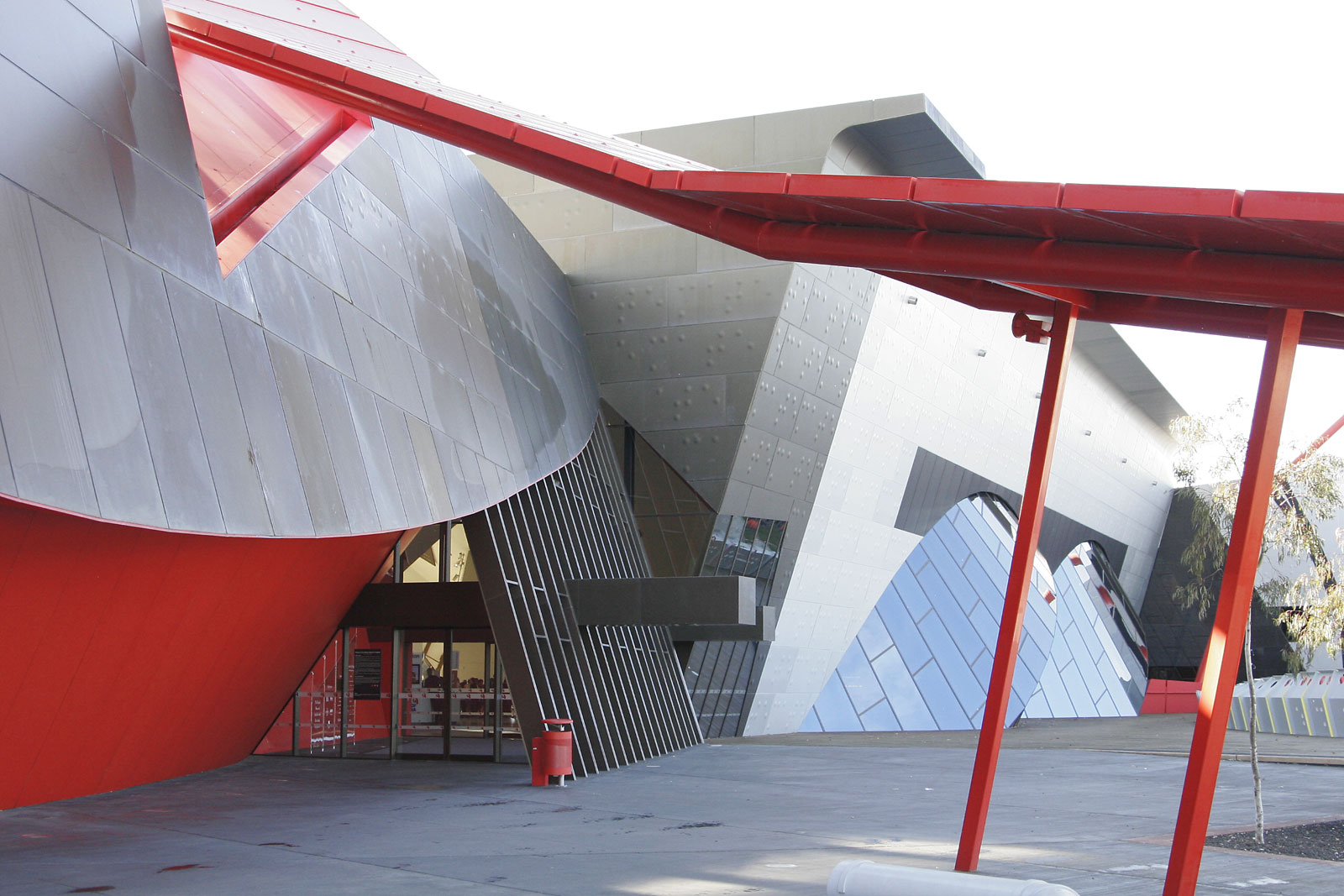
Entree
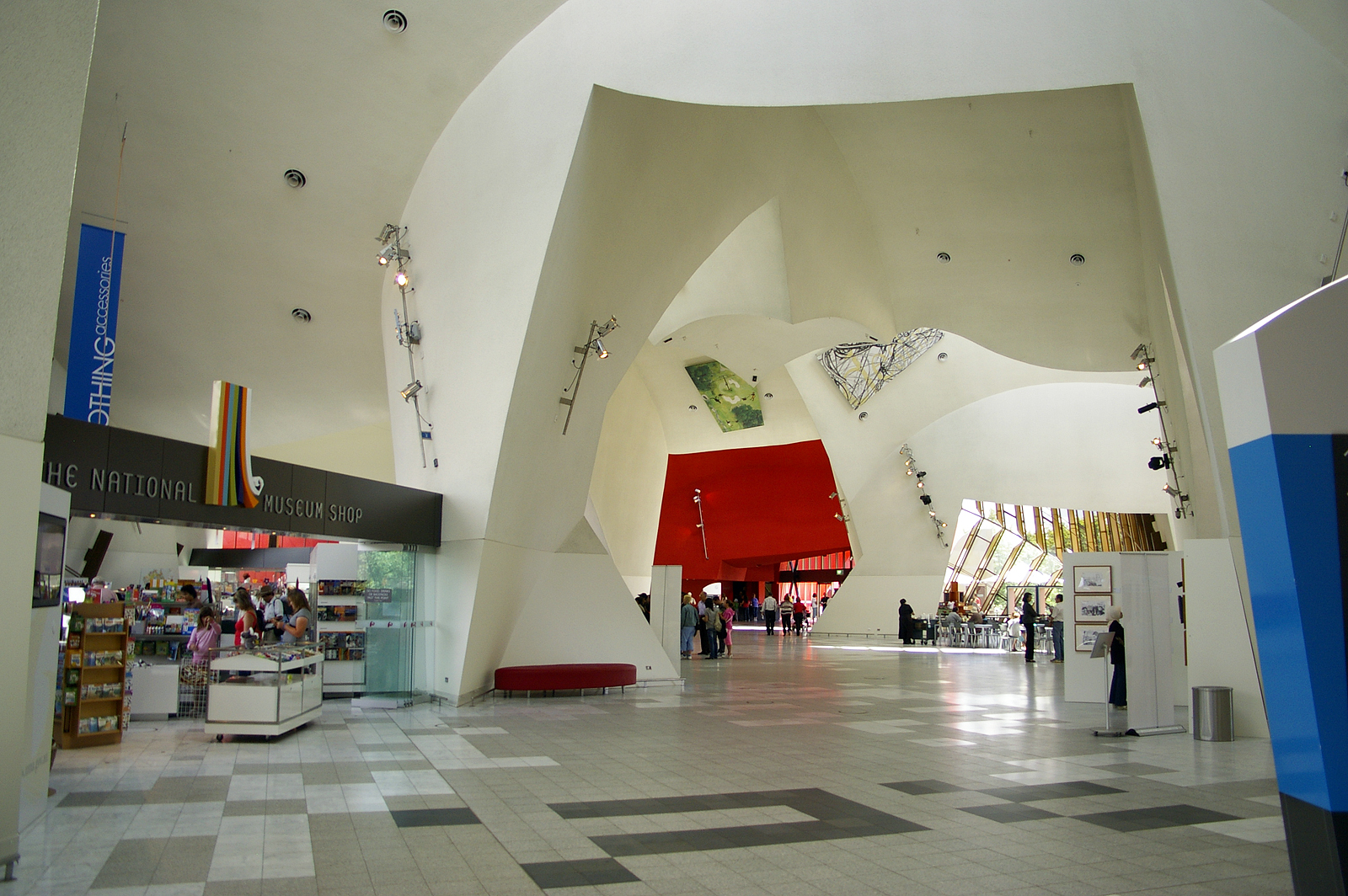
Deel van het interieur
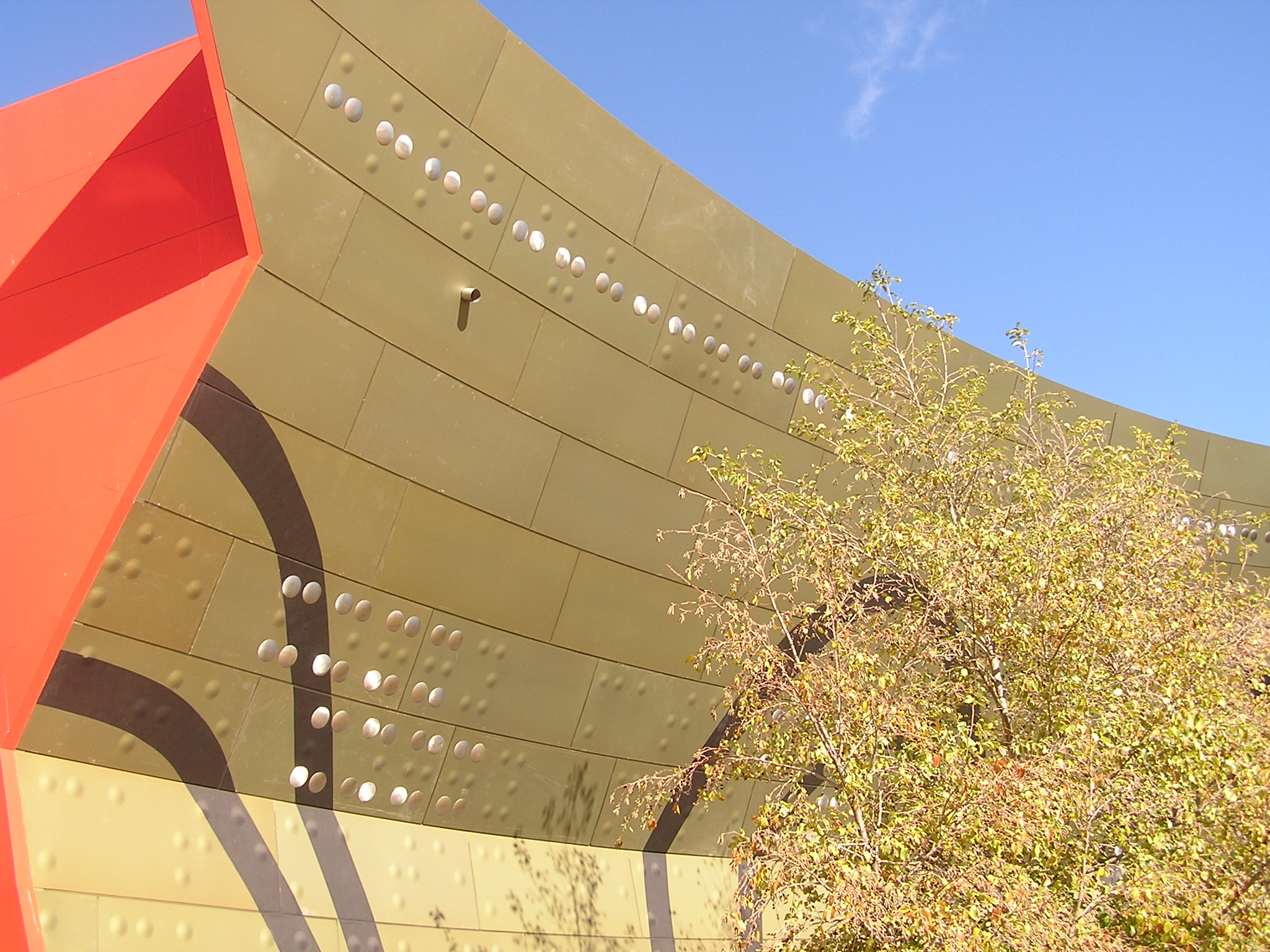
Braille op de buitenwanden